# Clamator levaillantii
Il cuculo di Levaillant (Clamator levaillantii Swainson, 1829) è un uccello della famiglia dei Cuculidae.

## Aspetti morfologici
Il cuculo di Levaillant è un cuculo di medie dimensioni, di circa 37 cm di lunghezza. Differisce dal cuculo bianco e nero per la coda più lunga e per una gola maggiormente striata. Come per il suo parente prossimo, il piumaggio adulto è distinto in due forme. La prima è nera superiormente, con deboli riflessi blu o verdi, e bianca inferiormente; le striature sulla gola possono allungarsi fino ai lati del collo; le penne primarie e le timoniere hanno punte bianche. La seconda forma è completamente nera con una macchia bianca sulla punta delle primarie e una sulle penne esterne della coda (assente nel cuculo bianco e nero). I giovani sono invece bruni sul dorso, rossicci sulle timoniere e fronte, faccia e parte inferiore del corpo color camoscio; la gola è molto più striata che negli adulti.

## Distribuzione e habitat
Questo uccello vive in tutta l'Africa a sud del Sahara. È di passo in Somalia. Frequenta le boscaglie.

## Biologia

### Riproduzione

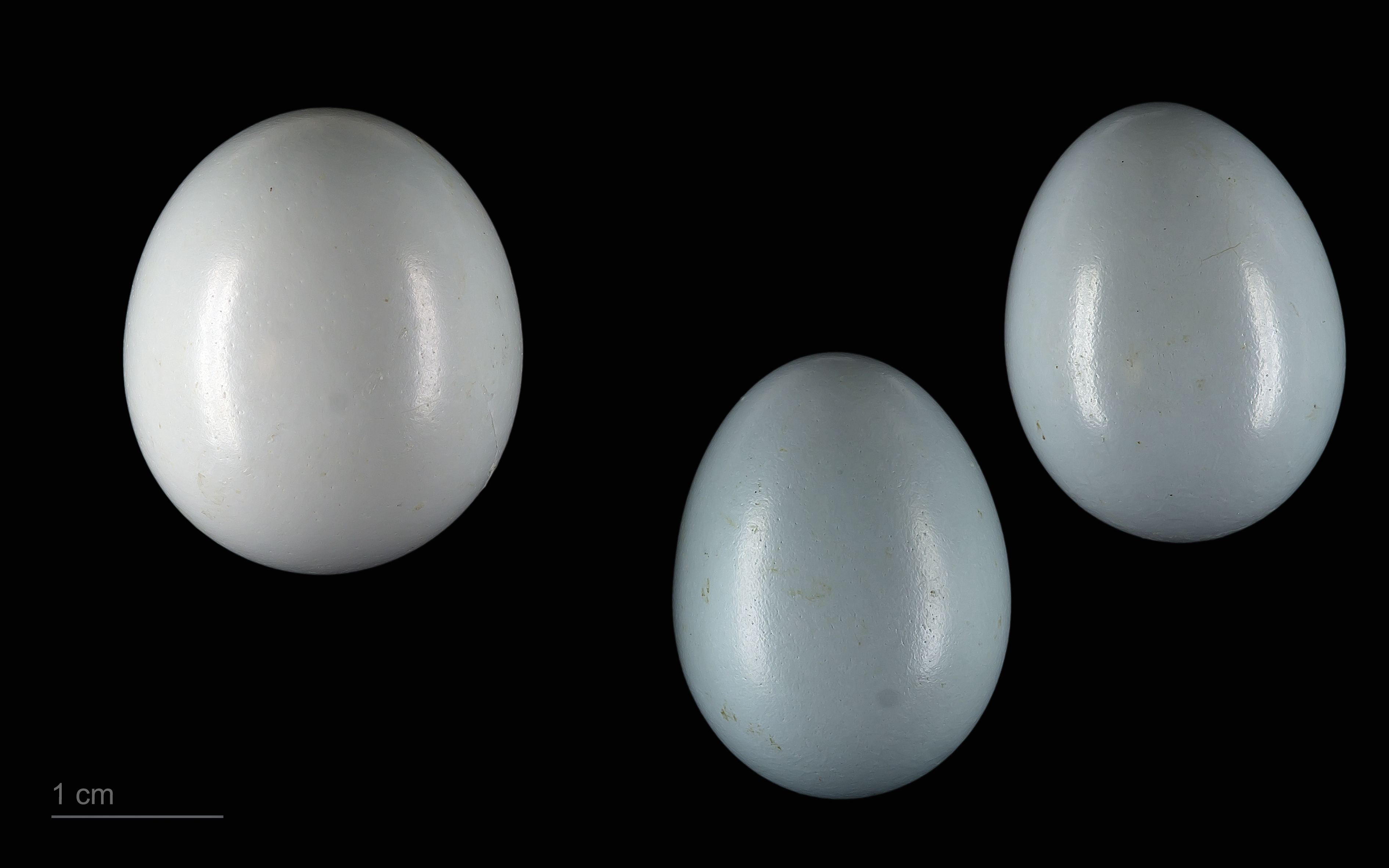
Clamator levaillantii + Turdoide plebejus - Museo di Tolosa

Il cuculo di Levaillant è un parassita di cova. Deposita le proprie uova soprattutto nei nidi dei garruli e dei bulbul.

## Tassonomia
Clamator levaillantii non ha sottospecie, è monotipico.